# Кокутин, Геннадий Николаевич
Геннадий Николаевич Кокутин (род. 6 июля 1939) — советский хоккеист, нападающий.

## Биография
Участник молодёжного чемпионата СССР 1957/58 в составе горьковского «Торпедо». Выступал за ленинградские команды ЛИИЖТ (1958/59 — 1961/62), «Спартак» (1963/64 — 1964/65) и «Динамо» (1965/66).
Серебряный призёр хоккейного турнира зимней Универсиады 1962.
Обладатель «Кубка Бухареста» — 1961.